# Motorfyrskib No. II
Motorfyrskib No. II – latarniowiec o kadłubie z klepek dębowych obitych blachą miedzianą, napędzany dwucylindrowym silnikiem dwusuwowym, zwodowany w Danii w 1916. Pełnił służbę pływającego znaku żeglugowego przy jutlandzkich portach. Jednostka była malowana w kolory duńskiej flagi: na czerwonym kadłubie wymalowano podłużny biały pas biegnący wzdłuż, przecięty na śródokręciu pionowym białym pasem. Zasięg światła wynosił 11 Mm, w latach 1917–1969 statek nosił różne nazwy, następnie był pływającą restauracją. W 2009 zatonął przy nabrzeżu dawnej Stoczni Gdańskiej, skąd został wydobyty w grudniu 2018.

## Kalendarium i zmiany nazwy
- 1917–1920 statek nosił nazwę „Gilleleje Flak N”, stacjonował przy porcie w Gilleleje.
- 1920–1927 jako „Graadyb” zakotwiczony na podejściu do portu w Esbjergu.
- 1927–1930 „Horns-Rev” na płyciźnie Horns Rev.
- 1930–1939 pod nazwą „Vyl” na akwenie Vyl, 40 km na zachód od portu w Esbjergu.
- 1946–1947 jako „SW-1” zakotwiczony 40 km na zachód od portu Thyborøn.
- 1947–1969 ponownie nazwany „Vyl” powrócił na obszar Vyl.
- 1978 statek został zakupiony przez klub żeglarski Dragrr Sailing Club, pełnił funkcję statku klubowego.
- 1985 jednostkę nabył Arp Hansen, który przebudował ją na pływającą restaurację, zacumowaną w pobliżu Nyhavn Hotel w Kopenhadze.
- koniec lat 90. – właścicielem został Jorgen Olsen, dalsza kontynuacja funkcji restauracyjnej do 2005.
- 29 września 2006 statek rozpoczął podróż na holu do Gdańska, dokąd przybył 2 października. W stoczni został umieszczony w suchym doku, gdzie kadłub poddano remontowi.
- 16 września 2009 statek przycumowany przy nabrzeżu spółki Drewnica Development zatonął, ale wkrótce został podniesiony.
- 3 listopada 2009 ponownie zatonął w basenie dawnej Stoczni Gdańskiej[2][3].
- 6 grudnia 2018 statek został wydobyty z dna; jego dalsze przeznaczenie jest aktualnie nieznane[4].

Podobną jednostką jest zbudowany w 1912 Horns Rev (Motorfyrskib No. I), stojący w prywatnym muzeum (Museumsfyrskib) w porcie w Esbjerg w południowej Danii. Jest on najstarszym na świecie, największym i najlepiej zachowanym statkiem latarniowym.